# Par amour (film, 1919)
Pour les articles homonymes, voir Par amour.
Pour plus de détails, voir Fiche technique et Distribution.
Par amour (titre original : The Lightning Raider) est un film américain de serial réalisé par George B. Seitz, sorti en 1919. Ce film marque les débuts au cinéma de Boris Karloff.

## Synopsis
Une belle jeune femme est en réalité un maître voleur audacieux. En fuyant la scène de son dernier vol, elle rencontre Thomas Babbington North, un beau jeune millionnaire qui va changer sa façon de penser...

## Fiche technique
- Titre original : The Lightning Raider
- Réalisation : George B. Seitz
- Scénario : George B. Seitz, John B. Clymer et Charles W. Goddard
- Pays d'origine : États-Unis
- Format : Noir et blanc - 1,33:1 - Film muet
- Genre : action
- Date de sortie : 1919

## Distribution
- Pearl White : The Lightning Raider
- Warner Oland : Wu Fang
- Henry G. Sell : Thomas Babbington North
- Ruby Hoffman : Lottie
- Boris Karloff
- Billy Sullivan

## Chapitres du serial
1. The Ebony Block
2. The Counterplot
3. Underworld Terrors
4. Through Doors of Steel
5. The Brass Key
6. The Mystic Box
7. Meshes of Evil
8. Cave of Dread
9. Falsely Accused
10. The Baited Trap
11. The Bars of Death
12. Hurled Into Space
13. The White Roses
14. Cleared of Guilt
15. Wu Fang Atones